# Jouko Sere
Jouko Emil Markus Sere (till 1936 Seren), född 12 februari 1927 i Uskela, död 1 augusti 2022, var en finländsk industrialist.
Sere blev diplomingenjör 1955. Han kom 1956 i tjänst hos Rauma-Repola, var 1976–1983 vd och 1984–1990 vice ordförande i styrelsen med ansvar bland annat för långsiktsplaneringen. Under hans tid i ledningen för Rauma-Repola expanderade bolaget bland annat genom ett flertal företagsköp.
Sere erhöll bergsråds titel 1978.

## Utmärkelser
- Kommendörstecknet av Finlands Vita Ros’ orden[2]

[Redigera Wikidata]